# 오버빌 임 지멘탈
오버빌 임 지멘탈(독일어: Oberwil im Simmental)은 스위스 베른주의 프라티겐-하부 지멘탈구에 있는 자치체이다.

## 역사
오버빌은 1278년에 Oberwile로 처음 언급되었다.
구석기 시대(기원전 20,000-10,000년) 동안 인간은 여름 동안 계곡 바닥 위의 여러 동굴에서 살았다. Schnurenloch, Mamilchloch, Zwergliloch 및 Chniechälebalm 동굴에는 주민들이 도살한 현재 멸종된 동굴곰의 뼈가 약 5,000개 있었다. 인간의 유해는 발견되지 않았지만 많은 석기 도구가 발견되었다. 오늘날 도구와 뼈는 베른 역사박물관에 있으며, 동굴은 투어 그룹과 함께 방문할 수 있다. 이 동굴과 인근의 다른 암석 보호소는 신석기 시대, 후기 청동기 시대, 중세 시대까지 계속해서 사용되었다. 서로마 제국의 멸망 이후, 알레만니족은 지멘 계곡에 정착하여 마을과 고산 목초지를 세웠다.
994년에 비미스와 오버빌의 왕실 재산은 알자스의 젤츠 수도원에 기증되었다. 1276년에 비미스와 오버빌은 새로운 아우구스티니안 데어슈테텐 수도회에 양도되었다. 중세 시대에는 두 개의 성 페스티와 하이덴마우어가 계곡 바닥 위에 세워졌다. 그러나 성에 대한 기록은 아직 남아 있지 않으며, 둘 다 폐허가 되었다. 12세기까지 나머지 정착지와 토지는 프라이헤르 폰 바이센부르크가 소유했다. 1439년 오버빌과 주변 정착지를 포함한 바이센부르크의 모든 땅은 베른에 의해 인수되었다. 16세기 동안 전체 지멘 계곡이 자급 농업에서 전환되었다. 소를 기르고 우유로 치즈를 생산하는 것. 오늘날 지자체에는 소규모 비즈니스와 관광 산업이 있지만, 주요 산업은 여전히 농업이다.
세인트 모리셔스의 마을 교회는 프라이헤르 폰 바이센부르크에 의해 지어졌으며, 1228년에 처음 언급되었다. 원래 교회는 14세기와 15세기에 확장되었다.

## 지리

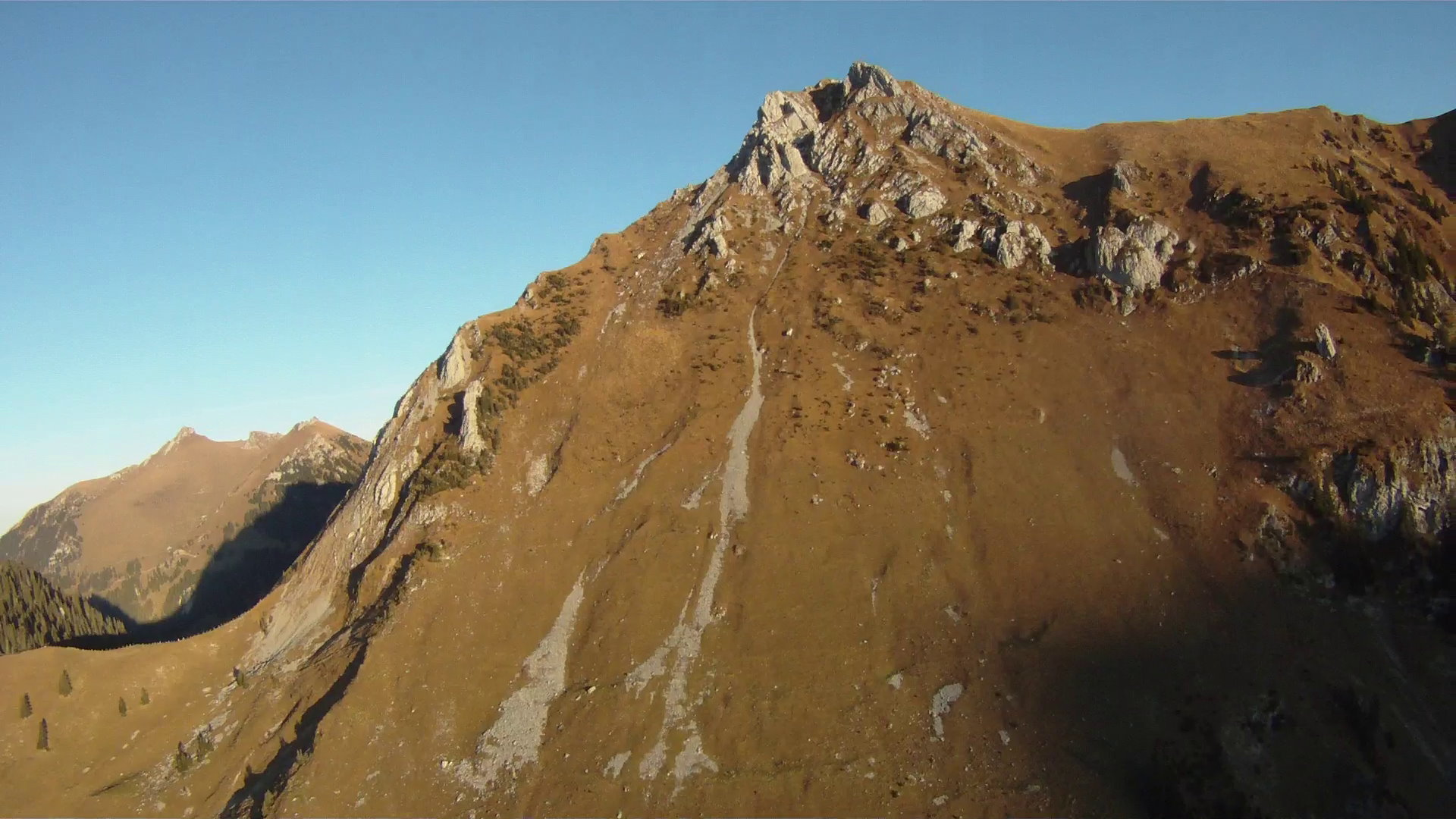
메레봉은 오버빌에 있는 베른주와 프리부르주의 경계에 있다.

오버빌 임 지멘탈의 면적은 46.06 k㎡이다. 2012년 기준으로 총 23.69k㎡ (51.4%)가 농업용으로 사용되고 15.57k㎡ (33.8%)가 산림으로 사용된다. 나머지 시정촌은 1.16k㎡ (2.5%)가 정착(건물 또는 도로), 0.28k㎡ (0.6%)가 강 또는 호수이고 5.3k㎡ (11.5%)는 비생산적인 토지이다.
같은 해 주택과 건물이 1.1%, 교통 인프라가 1.3%를 차지했다. 전체 토지 면적의 총 27.6%는 삼림이 무성하고 5.6%는 과수원이나 작은 나무 군락으로 덮여 있다. 농경지 중 18.8%가 목초지이고 32.5%가 고산 목초지로 사용된다. 시정촌의 모든 물은 흐르는 물이다. 비생산적인 지역 중 7.3%는 비생산적인 초목이고, 4.2%는 초목이 자라기에는 너무 암석이 많은 지역이다.
큰 시정촌은 지멘탈(지멘 계곡)의 많은 부분과 주변 산지의 초원과 숲에 걸쳐 펼쳐져 있다. 그것은 오버빌, 힌터레겐, 파펜리트, 분센과 발트리트의 보야르텐(농업집단)으로 구성된다.
2009년 12월 31일에 시정촌의 이전 구인 니더지멘탈군이 해산되었다. 다음 날 2010년 1월 1일에 새로 생성된 프루티겐-니더지멘탈구에 합류했다.

## 인구통계

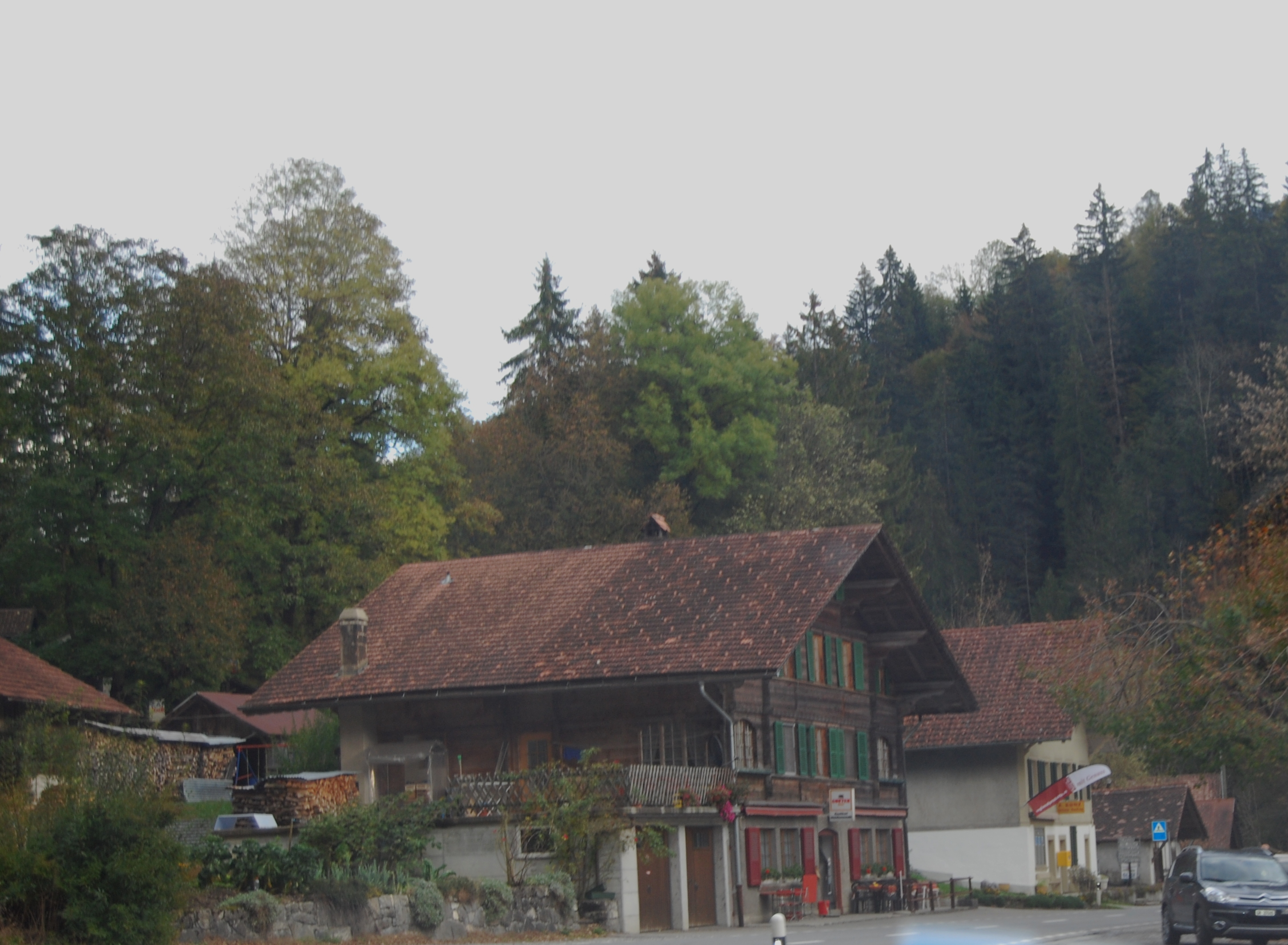
오버빌의 주택

2020년 12월 기준, 오버빌 임 지멘탈의 인구는 804명이다. 2010년 기준으로 인구의 3.6%가 거주 외국인이다. 2001년부터 2011년까지, 지난 10년 동안 인구는 -1.4%의 비율로 변화했다. 이민은 –1.6%, 출생과 사망은 0%를 차지했다.

2000년 기준, 인구 대부분인 796명(99.1%)이 독일어를 모국어로 사용한다. 프랑스어를 할 줄 아는 사람과 로만슈어를 할 줄 아는 사람이 있다.
2008년 기준으로 인구는 남성 50.7%, 여성 49.3%이다. 인구는 394명의 스위스 남성(인구의 48.9%)과 14명(1.7%)의 비스위스계 남성으로 구성되었다. 스위스 여성은 382명(47.5%), 비스위스계 여성은 15명(1.9%)이었다. 지자체의 인구 중 514명(64.0%)이 오버빌 임 지멘탈에서 태어나 2000년에 그곳에 살았다. 같은 주에서 태어난 222명(27.6%)가 있었고, 다른 곳에서 태어난 31% 또는 3.9%가 있었다. 스위스에서, 그리고 19명(2.4%)가 스위스 밖에서 태어났다.
2011년 기준으로 아동·청소년(0~19세)이 20.3%, 성인(20~64세)이 55.7%, 노인(64세 이상)이 24.1%를 차지한다.

2000년 기준으로 시정촌에는 미혼이거나, 독신인 사람이 295명 있다. 기혼자는 437명, 미망인은 61명, 이혼한 사람은 10명이었다.
2010년 기준 1인 가구는 83가구, 5인 이상 가구는 28가구이다. 2000년 기준으로 상시 분양된 아파트는 총 284세대(전체의 64.5%)였으며, 성수기 분양 아파트는 115세대(26.1%), 공실은 41세대(9.3%)였다. 2010년 기준 신규주택 건설률은 인구 1,000명당 1.2세대였다. 2012년 시정촌 공실률은 2.38%였다. 2011년에 단독 주택은 시정촌 전체 주택의 44.0%를 차지했다.

역사적 인구는 다음 차트에 나와 있다:

## 국가중요문화재
베너 하우스는 국가적으로 중요한 스위스 문화 유산으로 등록되어 있다. 오버빌 임 지멘탈의 전체 마을과 파펜리트의 작은 마을은 스위스 유산 목록의 일부이다.

## 정치
2011년 연방 선거에서 가장 인기 있는 정당은 61.9%의 득표율을 기록한 스위스인민당(SVP) 이었다. 그 다음으로 인기 있는 3개 정당은 스위스 연방민주연합(EDU) (13.8%), 보수민주당(BDP) (11.3%), 사민당(SP) (5.3%)이었다. 이번 연방 총선에서는 총 365표가 투표율 56.0%를 기록했다.

## 경제
2011년 현재 오버빌 임 지멘탈의 실업률은 0.73%이다. 2008년 기준으로 시정촌에 고용된 사람은 총 349명이다. 이 중 1차 경제 부문에 220명이 고용되었고, 이 부문에 약 84개 기업이 참여했다. 65명이 2차 부문에 고용되었고, 이 부문에 14개의 기업이 있었다. 64명이 3차 부문에 고용되어 있으며, 이 부문에는 19개의 기업이 있다. 시정촌 주민이 394명으로 일정 정도 고용되었으며, 그중 여성이 전체 노동력의 39.1%를 차지하였다.
2008년에는 총 244개의 정규직에 상응하는 일자리가 있었다. 1차 부문의 일자리 수는 140개였으며, 모두 농업에 있었다. 2차 부문의 일자리 수는 58개로 그중 16개(27.6%)가 제조업, 41개(70.7%)가 건설업이었다. 3차 부문의 일자리 수는 46개였다. 3차 부문의 경우 18개(39.1%)는 도소매 또는 자동차 수리업, 7개(15.2%)는 상품의 이동 및 보관, 12개(26.1%)는 호텔 또는 레스토랑, 2개(4.3%)는 보험 또는 금융업이었다. 산업, 1개는 기술 전문가 또는 과학자였다.
2000년에는 시정촌으로 출퇴근하는 근로자가 29명, 출퇴근한 근로자가 142명이었다. 지자체는 근로자의 순수출 지자체로, 들어오는 1명당 약 4.9명의 근로자가 지자체를 떠나고 있다. 총 252명의 근로자(시 전체 근로자 281명 중 89.7%)가 오버빌 임 지멘탈에 거주하고 일했다. 근로 인구의 10.7%가 출퇴근을 위해 대중교통을 이용했고, 48%가 자가용을 이용했다.
2011년 오버빌 임 지멘탈이 150,000CHF를 버는 기혼 거주자의 평균 지방 및 주 세율은 12.7%인 반면 미혼 거주자의 세율은 18.7%였다. 비교를 위해 같은 해 전체 주의 평균 비율은 14.2%와 22.0%인 반면 전국 평균은 각각 12.3%와 21.1%였다. 2009년에 지자체에는 총 291명의 납세자가 있었다. 그중 43개가 연간 75,000CHF 이상을 벌었다. 1년에 15,000에서 20,000 사이를 버는 사람이 9명 있었다. 가장 많은 수의 근로자(91명)는 연간 50,000~75,000CHF를 벌었다. 오버빌 임 지멘탈에 있는 75,000 CHF 이상 그룹의 평균 수입은 106,435 CHF인 반면, 스위스 전체의 평균은 130,478 CHF였다.
2011년에는 전체 인구의 1.1%가 정부로부터 직접적인 재정 지원을 받았다.

## 종교

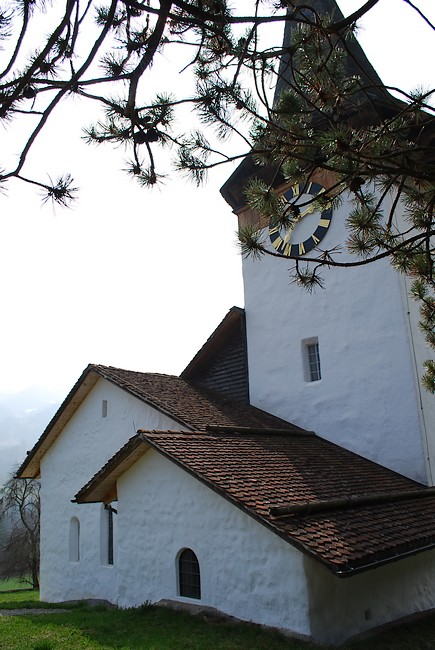
오버빌의 마을 교회

2000년 인구 조사에서 692 또는 86.2%가 스위스 개혁 교회에 속했고, 14명(1.7%)가 로마 카톨릭에 속했다. 나머지 인구 중 정교회 교인이 2명 (0.25%)이었고 다른 기독교 교인이 64명(7.97%)이었다. 이슬람교 1명, 다른 교회에 소속된 2명의 개인이 있었다. 12명(1.49%)은 교회에 속하지 않았고, 불가지론자 또는 무신론자였으며, 16명(1.99%)은 질문에 대답하지 않았다.

## 교통
오버빌 임 지멘탈은 슈피츠-츠바이지멘선에 있으며, 오버빌 임 지멘탈역과 엥게 임 지멘탈역에서 기차로 운행된다.

## 교육
오버빌 임 지멘탈에서는 인구의 약 44.5%가 필수가 아닌 고등교육을 이수했으며, 5.3%가 추가 고등교육(대학 또는 응용학문대학)을 마쳤다. 인구 조사에 나와 있는 어떤 형태의 고등교육을 이수한 24명 중 87.5%가 스위스 남성이고 12.5%가 스위스 여성이었다.
베른주 학교 시스템은 1년의 의무 없는 유치원, 6년의 초등학교를 제공한다. 이후 3년 동안의 의무적 중학교 과정을 거쳐 학생들을 능력과 적성에 따라 구분한다. 중학교 이하 학생들은 추가 학교에 다니거나 견습생으로 들어갈 수 있다.
2011-12 학년도 동안 오버빌 임 지멘탈의 수업에 총 63명의 학생이 참석했다. 시정촌에는 7명의 학생이 있는 유치원이 하나 있었다. 지자체에는 2개의 초등 학급과 47명의 학생이 있었다. 같은 해에 총 9명의 학생이 있는 1개의 중학교가 있었다.
2000년 현재, 시정촌의 모든 학교에 다니는 학생은 총 18명이다. 이 중 17명은 시에서 거주하며, 학교를 다녔고, 한 명의 학생은 다른 시에서 왔다. 같은 해에 81명의 주민들이 시외 학교에 다녔다.